# Kabirdham
Kabirdham ist ein Distrikt im indischen Bundesstaat Chhattisgarh.

## Lage
Der Distrikt liegt in der Nordhälfte des Bundesstaats Chhattisgarh an der Grenze zum Bundesstaat Madhya Pradesh. Er grenzt im Westen und Norden an Madhya Pradesh, im Osten  an den Distrikt Mungeli, im Südosten an den Distrikt Bemetara sowie im Süden an den Distrikt Rajnandgaon.  

## Geschichte
Der Distrikt wurde am 6. Juli 1998 aus Teilen der Distrikte Bilaspur und Rajnandgaon geschaffen. Damals spalteten sich die Kreise Pandariya (von Bilaspur) und Kawardha (von Rajnandgaon) ab und bildeten den neuen Distrikt Kawardha. Dieser wurde im Jahr 2003 in Distrikt Kabirdham umbenannt.

## Bevölkerung
Nach der Volkszählung 2011 hat der Distrikt Kabirdham 822.526 Einwohner. Bei 185 Einwohnern pro Quadratkilometer ist der Distrikt recht dicht besiedelt. Der Distrikt ist dennoch ländlich geprägt. Von den 822.526 Bewohnern wohnen 735.131 Personen (89,37 %) auf dem Land und 87.395 Menschen in städtischen Gemeinden.
Der Distrikt Kabirdham gehört zu den Gebieten Indiens, die stark von Angehörigen der „Stammesbevölkerung“ (scheduled tribes) besiedelt sind. Zu ihnen gehörten (2011) 167.043 Personen (20,31 Prozent der Distriktsbevölkerung). In den Tehsils Bodla (73.988 Menschen oder 39,54 %) und Pandariya (54.696 Personen oder 21,37 %) sind sie überdurchschnittlich vertreten. Es gibt zudem 119.798 Dalits (scheduled castes) (14,56 Prozent der Distriktsbevölkerung) im Distrikt.

### Bevölkerungsentwicklung
Wie überall in Indien wächst die Einwohnerzahl im Distrikt Kabirdham seit Jahrzehnten stark an. Die Zunahme betrug in den Jahren 2001–2011 über 40 Prozent (40,71 %). In diesen zehn Jahren nahm die Bevölkerung um 238.000 Menschen zu. Um die Jahrtausendwende waren maoistische Rebellen im Distrikt aktiv. Dies führte zu einem geringen Bevölkerungswachstum zwischen 1991 und 2001 und zu einer Bevölkerungsexplosion zwischen 2001 und 2011 durch zurückkehrende Binnenflüchtlinge. Die Entwicklung verdeutlicht folgende Tabelle:

### Bedeutende Orte
Im Distrikt gibt es insgesamt laut der Volkszählung 2011 sechs Orte, die als Städte (towns und notified towns) gelten. Darunter sind mit Kawardha und Pandariya zwei Orte, die mehr als 10.000 Einwohner zählen.

### Bevölkerung des Distrikts nach Geschlecht
Der Distrikt hatte 2011 – für Indien üblich – mehr männliche als weibliche Einwohner. Allerdings war das Verhältnis beider Geschlechter viel ausgeglichener als in anderen Regionen Indiens. Von der gesamten Einwohnerschaft von 822.526 Personen waren 412.058 (50,10 Prozent der Bevölkerung) männlichen und 410.468 (49,90 Prozent der Bevölkerung) weiblichen Geschlechts. Bei den jüngsten Bewohnern (141.904 Personen unter 7 Jahren) sind 71.501 Personen (50,39 %) männlichen und 70.333 Personen (49,61 %) weiblichen Geschlechts.

### Bevölkerung des Distrikts nach Sprachen
Die Bevölkerung des Distrikts Kabirdham ist sprachlich ziemlich einheitlich. Es sprechen 817.230 Personen (99,36 % der Bevölkerung) Hindi-Sprachen und -Dialekte. Meistgesprochene Sprache ist Chhattisgarhi, eine Östliche Hindi-Sprache. Eine bedeutende Minderheitensprache im Distrikt ist zudem Khari Boli/Hindi, das im Tehsil Kawardha (11.124 Personen oder 4,90 %) am stärksten ist. Die weitverbreitetsten Sprachen zeigt die folgende Tabelle:
| Jahr                                   | Chhattisgarhi | Chhattisgarhi | Gondi | Gondi | Hindi  | Hindi | Pandschabi | Pandschabi | Gesamt  | Gesamt   |
| Jahr                                   | Zahl          | %             | Zahl  | %     | Zahl   | %     | Zahl       | %          | Zahl    | %        |
| -------------------------------------- | ------------- | ------------- | ----- | ----- | ------ | ----- | ---------- | ---------- | ------- | -------- |
| 2011                                   | 790.768       | 96,13         | 3359  | 0,41  | 19.116 | 2,32  | 584        | 0,07       | 822.563 | 100,00 % |
| Quelle: Ergebnis der Volkszählung 2011 |               |               |       |       |        |       |            |            |         |          |

### Bevölkerung des Distrikts nach Bekenntnissen
Die klar überwiegende Mehrheit der Einwohnerschaft sind Anhänger des Hinduismus. In den Tehsils sind zwischen 91,48 und 96,68 % der Bewohner Hindus. Etliche Adivasi praktizieren immer noch ihre traditionellen Religionen. Sie bilden die klare Mehrheit unter den Leuten, die bei der Volkszählung unter Andere Religionen aufgeführt sind. In den Tehsils Bodla (13.577 Personen oder 7,26 % der Bevölkerung) und Pandariya (9313 Personen oder 3,64 % der Bevölkerung) sind sie besonders stark vertreten. Die genaue religiöse Zusammensetzung der Bevölkerung zeigt folgende Tabelle:
| Jahr                                   | Buddhisten | Buddhisten | Christen | Christen | Hindus  | Hindus | Jainas | Jainas | Muslime | Muslime | Sikhs | Sikhs | Andere Religionen | Andere Religionen | keine Angaben | keine Angaben | Gesamt  | Gesamt   |
| Jahr                                   | Zahl       | %          | Zahl     | %        | Zahl    | %      | Zahl   | %      | Zahl    | %       | Zahl  | %     | Zahl              | %                 | Zahl          | %             | Zahl    | %        |
| -------------------------------------- | ---------- | ---------- | -------- | -------- | ------- | ------ | ------ | ------ | ------- | ------- | ----- | ----- | ----------------- | ----------------- | ------------- | ------------- | ------- | -------- |
| 2011                                   | 433        | 0,05       | 980      | 0,12     | 776.013 | 94,35  | 1167   | 0,14   | 12.206  | 1,48    | 924   | 0,11  | 30.222            | 3,67              | 581           | 0,07          | 822.563 | 100,00 % |
| Quelle: Ergebnis der Volkszählung 2011 |            |            |          |          |         |        |        |        |         |         |       |       |                   |                   |               |               |         |          |

## Bildung
Dank bedeutender Anstrengungen steigt die Alphabetisierung. Sie ist dennoch noch weit weg vom Ziel der kompletten Alphabetisierung. Typisch für indische Verhältnisse sind die starken Unterschiede zwischen Stadt und Land sowie den Geschlechtern. Beinahe fünf von sechs Männern in den Städten können lesen und schreiben – aber weniger als die Hälfte der Frauen auf dem Land.
| Alphabetisierung im Distrikt Kabirdham |                   |                   |
| Einheit                                | Volkszählung 2011 | Volkszählung 2011 |
| Einheit                                | Anzahl            | Anteil            |
| GESAMT                                 | 414.167           | 60,85 %           |
| Männer                                 | 248.503           | 72,98 %           |
| Frauen                                 | 165.664           | 48,71 %           |
| STADT GESAMT                           | 56.866            | 76,38 %           |
| Stadt-Männer                           | 31.517            | 84,14 %           |
| Stadt-Frauen                           | 25.349            | 68,53 %           |
| LAND GESAMT                            | 357.301           | 58,94 %           |
| Land-Männer                            | 216.986           | 71,61 %           |
| Land-Frauen                            | 140.315           | 46,29 %           |
| Quelle: Ergebnis der Volkszählung 2011 |                   |                   |

## Verwaltungsgliederung
Der Distrikt war bei der letzten Volkszählung 2011 in die vier Tehsils (Talukas) Bodla, Kawardha (Kabirdham), Pandariya und Sahaspur Lohara aufgeteilt.